# Cerodontha vladimiri
Cerodontha vladimiri är en tvåvingeart som beskrevs av Cerny 2007. Cerodontha vladimiri ingår i släktet Cerodontha och familjen minerarflugor. Inga underarter finns listade i Catalogue of Life.